# Jan Adam Galina
Jan Adam Gallina, o Galina (Cítoliby, 13 dicembre 1724 – Cítoliby, 5 gennaio 1773), è stato un compositore e direttore d'orchestra ceco.

## Biografia
Era figlio del cantore e organista Martin Antonín Gallina e di sua moglie, Maria Františka. La famiglia Gallina ebbe una parte importante nella storia della regione, sia nella storia musicale che vide membri della famiglia impegnati come cantori e organisti, sia nella storia in generale vantando esponenti fra il clero, i medici e soprattutto fra gli alti funzionari.
Jan Adam Gallina fu allievo di Václav Jan Kopřiva e fu ingaggiato al castello di Cítoliby come musicista e segretario di cucina durante il periodo del Kapellmeister Jan Josef Janoušek (1717 - 1750). Dopo la morte di Janoušek, Gallina gli succedette nell'incarico di Kapellmeister.
Durante il periodo del suo incarico l'orchestra del castello di Cítoliby raggiunse probabilmente il suo apice. Il proprietario del maniero, il conte Arnošt Karel Pachta non solo era un grande amante della musica, ma anche un critico molto esigente. Non ammise al servizio del castello alcuno che non avesse ricevuto una buona formazione musicale. Ciò non riguardava solo il clero, i cappellani, i funzionari, gli impiegati, ma anche persone la cui mansione aveva poco a che fare con la musica, per non parlare della servitù del castello e i camerieri, che dovevano far parte dell'orchestra.
Jan Adam Gallina è stato sposato due volte. La prima moglie Ludmila Knalová morì a 38 anni il 28 settembre 1765. La seconda moglie Elizabeth - originaria di Presburgo - era cameriera di Maria Anna Esterházy, quarta moglie di Arnošt Karel Pachta, morì nel 1783 a Cítoliby. Gallina aveva tre fratelli anch'essi musicisti. Uno di loro - Josef Antonín (1726 - 1765) - è stato segretario del castello di Cítoliby.

## Opere
Fra le opere si ricordano tre sinfonie:
- Sinfonia in re diesis minore
- Sinfonia in la maggiore
- Sinfonia in mi bemolle maggiore